# José Ángel César
José Angel César (né le 4 janvier 1978) est un athlète cubain, spécialiste du 100 m
Son meilleur temps est de 10 s 30, sans vent à Alcalá de Henares, le 30 juin 2001. Il remporte la médaille de bronze aux Jeux olympiques de Sydney avec le relais 4 × 100 m cubain, dans un temps de 38 s 04.